# Insolvenzreife
Im deutschen Insolvenzrecht ist Insolvenzreife der Zeitpunkt, in dem Zahlungsunfähigkeit oder Überschuldung eines Unternehmens eingetreten ist. Der Begriff ist gesetzlich nicht definiert, wird aber in Rechtsprechung und juristischer Literatur vielfach in diesem Sinn verwendet.
Dementsprechend müssen beispielsweise nach § 15a Absatz 1 Satz 1 InsO die Mitglieder des Vertretungsorgans einer juristischen Person nach Eintritt der Insolvenzreife („[wenn] eine juristische Person zahlungsunfähig oder überschuldet [wird]“) ohne schuldhaftes Zögern den Antrag auf Eröffnung des Insolvenzverfahrens stellen. Nach § 15b Absatz 1 Satz 1 InsO  dürfen sie ab diesem Zeitpunkt grundsätzlich keine Zahlungen mehr vornehmen.
Bei einer nur „drohenden Zahlungsunfähigkeit“ liegt noch keine Insolvenzreife vor. Bei drohender Zahlungsunfähigkeit sind die Mitglieder des Vertretungsorgans berechtigt, den Antrag auf Eröffnung des Insolvenzverfahrens zu stellen (§ 18 Abs. 1 InsO), aber nicht verpflichtet.